# Richard Warnecombe
Richard Warnecombe ou Warmecombe (c. 1494 - 1547), de Ivington, Lugwardine e Hereford foi membro do parlamento por Hereford em 1529 e 1542 e prefeito de Hereford em 1525–6 e 1540–1.